# Никола Милојевић (глумац)
Никола Милојевић (Крагујевац, 1976) српски је позоришни, филмски и ТВ глумац, песник и драмски писац.

## Биографија
Рођен је 15. децембра 1976. године у Крагујевцу. Глумом почео да се бави као члан Академског позоришта СКЦ-а у Крагујевцу. Дипломирао глуму на Академији лепих уметности у Београду у класи Петра Зеца. Члан је глумачког ансамбла Књажевско-српског театра у Крагујевцу од 2003. године.

## Улоге у Књажевско-српском театру у Крагујевцу
- Маркиз Маскариј (Молијер, Смешне прециозе)
- Ромео (В. Шекспир, Ромео и Јулија)
- Лари (Л. Вилсон, Запали ме)М
- Младић, Родион и Близанац (Л. Андрејев/А. Червински/С. Бекет, Реквијем)
- Макс (Е. фон Хорват, Код лепог изгледа)
- Средњи (С. Мрожек, На пучини)
- Вањек (В. Хавел, Аудијенција)
- Други Јован (Ђ. Милосављевић, Контумац или Берман и Јелена)
- Арлекино/Мачак/Разбојник 1/Неваљалац 1 (К. Колоди, Пинокио)
- Батић (Ј. С. Поповић, Лажа и паралажа)
- Плави (П. Михајловић, Писати скалпелом)
- Стефан Дилбер (Р. Дорић, Чудо по Јоакиму)
- Петар Исаковић (М. Црњански, Сеобе)
- Др Стејић (Д. Поповић, Конак у Крагујевцу)
- Нинковић (Б. Нушић, Госпођа министарка)
- Џегер (М. Флајсер, Пионири у Инголштату)
- Даглас и Човек са капуљачом (Х. Пинтер/Х. Милер/Платон, Клуб Нови светски поредак)
- Питер (по Е. Олбију, Yahoo)
- Странац Ханс Кристијан Андерсен (Ђ. Милосављевић, Ђаво и мала госпођа)
- Мустафа (Н. Брадић, Ноћ у кафани Титаник)
- Бармен (Р. Бин, Један човек, двојица газда)
- Поротник 10 (Р. Роуз, Дванаесторица гневних људи, копродукција са Босанским народним позориштем из Зенице и Казалиштем Вировитица)
- Трта (С. Синклер и Е. Мекартен, До голе коже)
- Горан Мајсторовић Лепи Гога (Р. Васић, Хладњача за сладолед)
- Господин Гилмер (Х. Ли, Убити птицу ругалицу)
- Лазар Петровић (Г. Марковић, Зелени зраци)
- Данкан (К. Лудвиг, Преваранти у сукњи)
- Дејан (Н. Брадић, Принцип суперстар – Месечари)
- Робер (М. Камолети, Пиџама за шесторо, копродукција са Краљевачким позориштем)
- Лисандер (В. Шекспир, Сан летње ноћи)
- Мишић (Ј. С. Поповић, Кир Јања)
- Вектор (Д. Петровић, Џаст мерид)
- Шеф, Професор 1, Конобар, Бледуњави 1 и Глумац 2 (П. Михајловић, Двеста)
- Лорд Штуфорд (Ј. Вујић, Негри)
- Пиле (В. Стојановић, Воћни дан)
- Проводаџија (Ј. С. Поповић, Женидба и удадба)
- Џон Смит (Р. Куни, Бриши од своје жене)

## Улоге у другим медијима
Учествовао је у поемама Уста светилишта Б. Хорвата, Између неба и земље В. Стевановића, Игре бројева М. Демића и Изрешетане душе В. Андоновског на Великом школском часу у Шумарицама. Учествовао је у ТВ серијама Мој рођак са села, Монтевидео, Бог те видео!, Калкански кругови, документарно-играним ТВ филмовима Црна Зора и Доба Дунђерских и играним филмовима Монтевидео, видимо се! и Пуцњи у Марсеју. 

## Награде и признања
Добитник је Годишњих награда Књажевско-српског театра 2007. и 2020. године и Похвале Књажевско-српског театра 2011. године. Удружење драмских писаца Србије из Београда доделило му је Награду "Бранислав Нушић" за 2016. годину за драмски текст На трагу (праизведба текста у режији Ненада Гвозденовића одиграна је у Београдском драмском позоришту 2018. године). На Фестивалу првоизведених представа у Алексинцу награђен је као глумац вечери за улогу Лорда Штуфорда у представи Негри 2019. године. На 19. међународном фестивалу комедије "Мостарска лиска" 2022. године, добио награду "Велика лиска" за најбољег глумца фестивала, за улогу Хљестакова у представи Ревизор. 

## Књижевност
Преводи са пољског језика (Пастушевски, Војачек, Галчињски, Асник, Цезари Бушман). Превео на српски језик два позоришна комада Јарославе Пулинович Наташино маштање и Ја сам победила. Објавио је две збирке поезије: Последње игре слепих (Нова светлост, Крагујевац, 1995) и Ноћна историја (СКЦ, Крагујевац, 2000).